# خوان کمر
خوان کمر (انگلیسی: Juan Komar؛ زادهٔ ۱۳ اوت ۱۹۹۶) بازیکن فوتبال اهل آرژانتین است.
از باشگاه‌هایی که در آن بازی کرده‌است می‌توان به باشگاه فوتبال بوکا جونیورز اشاره کرد.